# 蘋果橘子經濟學
《魔鬼经济学》（英語：Freakonomics: A Rogue Economist Explores the Hidden Side of Everything），又譯《怪誕經濟學》、《魔鬼經濟學》，是由經濟學家史蒂芬·列维特（Steven Levitt）及新聞工作者史蒂芬·都伯纳（Stephen J. Dubner）所寫的一本社會學書籍。本書主要目的是探討一些現象，並以日常生活的細節來解釋。其續作《超爆蘋果橘子經濟學》於2009年出版。

## 本書內容
本書分為6個章節：
1. 學校老師與相撲手相同之處。（作弊的原因）
2. 3K黨與地產經紀相同之處。（信息的優勢）
3. 毒犯還住在家中的原因（發跡的機會）
4. 犯罪率下跌的原因（墮胎）
5. 成為完美父母的方法
6. 名字對兒女有影響嗎？

## 出版信息
- 《魔經濟學》 ISBN 7-80728-196-0
- 《蘋果橘經濟學》 ISBN 986729193X